# Monolord
Monolord ist eine 2013 gegründete dreiköpfige Sludge- und Stoner-Doom-Band aus dem schwedischen Göteborg.

## Geschichte
Gegründet wurde Monolord 2013 in Göteborg von Sänger und Gitarrist Thomas V Jäger, Bassist Mika Häkki und Schlagzeuger Esben Willems. Im darauffolgenden Jahr erschien das Debütalbum Empress Rising beim kalifornischen Label Easy Rider Records (später umbenannt in RidingEasy Records). Bereits ein Jahr später folgte das zweite Album Vænir. Es folgten im Herbst 2015 Auftritte als Support von Windhand und in 2016 eine Tournee als Headliner durch Nordamerika mit Beastmaker und Sweet Lodge. 2017 erschien das dritte Studioalbum Rust. Das Jahr 2018 war wieder von zahlreichen Live-Auftritten gezeichnet, u. a. als Support der Europa-Tournee von Kadavar sowie auf Festivals wie dem Metal Hammer Paradise. Im Herbst 2018 wurde bekannt, dass die Band von Relapse Records unter Vertrag genommen wurde. Das Label veröffentlichte 2019 das vierte Studioalbum No Comfort, das Platz 20 der Billboard Independent Albums erreichte. Während der durch die Corona-Pandemie bedingten Auszeit erschien Anfang 2021 die Single I′m Staying Home. Zwar handelt es sich dabei um ein Stück, das aus den Aufnahmen für No Comfort übrig geblieben war, allerdings wurde der Liedtext neu aufgenommen, um ihn an die aktuelle Situation anzupassen. So kommentierte Sänger Thomas V Jäger das Stück mit „Stay the fuck home.“ Im Oktober 2021 erschien das fünfte Studioalbum Your Time to Shine über Relapse Records.

## Stil
Die von Monolord gespielte Musik wird als „ultra-heavy Stoner und Sludge“ mit einem klaren Gesang, der an jenen von Ozzy Osbourne erinnere, beschrieben. Dabei sei der Gesang markant mit einem Echo-Effekt unterlegt. Zum einordnenden Vergleich wird auf Electric Wizard verwiesen.

## Diskografie
- 2014: Empress Rising (Studioalbum, Easy Rider Records)
- 2015: Fairies Wear Boots (EP, RidingEasy Records)
- 2015: Vænir (Studioalbum, RidingEasy Records)
- 2016: Lord of Suffering/Die in Haze (Single, RidingEasy Records)
- 2017: Rust (Studioalbum, RidingEasy Records)
- 2019: No Comfort  (Studioalbum, Relapse Records)
- 2021: I′m Staying Home (Single, Relapse Records)
- 2021: Your Time to Shine (Studioalbum, Relapse Records)

## Belege
1. ↑  MetalSucks Presents: Monolord, Beastmaker and Sweat Lodge 2016 North American Tour. In: MetalSucks. 25. Mai 2016, abgerufen am 1. Dezember 2021 (englisch).
2. ↑  Kadavar Tour 2018. In: metal.de. 2018, abgerufen am 1. Dezember 2021.
3. ↑  Andrea: MONOLORD: veröffentlichen künftig bei Relapse Records. In: Vampster. 16. November 2018, abgerufen am 1. Dezember 2021.
4. ↑  MONOLORD - I’M STAYING HOME EP DETAILED. In: BraveWords. 15. Januar 2021, abgerufen am 1. Dezember 2021 (englisch).
5. 1 2  Monolord. Doom-Metal.com, abgerufen am 3. Dezember 2021.
6. ↑  Comrade Aleks Evdokimov: Interview with Monolord. Doom-Metal.com, 24. Februar 2016, abgerufen am 3. Dezember 2021.